# Midori Goto
Midori Goto (五嶋 みどり, Gotō Midori) (Osaka, Japó, 25 d'octubre de 1971) que actua amb el monònim Midori, és una violista estatunidenca nascuda al Japó. Va debutar amb l'Orquestra Filharmònica de Nova York als 11 anys com a solista convidada sorpresa a la Gala de Cap d'Any de 1982. L'any 1986 la seva actuació al Festival de Tanglewood amb Leonard Bernstein dirigint la seva pròpia composició va sortir en primera plana del diari The New York Times. Midori es va convertir en una coneguda noia prodigi, i una de les violistes adultes més prominents del món.
Midori ha estat premiada com a professora i pel seu compromís en projectes comunitaris. Quan tenia 21 anys, va establir la fundació Midori and Friends per oferir educació musical a joves en comunitats amb mancances de la Ciutat de Nova York i al Japó, projecte que ha evolucionat a quatre organitzacions diferents amb impacte mundial. El 2007, Midori va ser nomenada Missatgera de l'ONU per a la Pau. Al 2018 es va unir al professorat de violí delCurtis Institute of Music mentre seguia a l'USC Thornton School of Music Violin ocupant la cadira de Professora de Música Judge Widney. Va ser elegida membre de l'Acadèmia Americana d'Arts i Ciències l'any 2012.

## Joventut
Midori va néixer amb el nom de Midori Goto a Osaka, Japó el 25 d'octubre de 1971. Va decidir utilitzar únicament el seu nom com a nom artístic després del divorci dels seus pares, l'any 1983, actuant, inicialment escrit com a Mi Dori. El seu pare era un exitós enginyer i la seva mare, Setsu Aconseguitō, era una violinista professional. Setsu duia regularment la jove Midori seus assajos d'orquestra, durant els quals la petita dormia a primera fila. Un dia, Setsu va sentir Midori, que llavors tenia dos anys, taral·larejant un concert de Bach que ella havia estat assajant dos dies abans. Posteriorment, Midori va intentar sovint tocar el violí de la seva mare, fins i tot enfilant-se al banc del piano familiar per intentar arribar al violí que hi havia sobre. En el tercer aniversari de Midori, Setsu va donar-li un violí de mida 1/16 i va començar a fer-li classes.

## Carrera
Midori va actuar en públic per primera vegada als sis anys, tocant un del 24 Capricis de Paganini a la seva Osaka natal. L'any 1982 ella i la seva mare es van traslladar a la ciutat de Nova York, on Midori va iniciar estudis de violí amb Dorothy Retard a l'escola Juilliard i al Festival i Escola de Música d'Aspen. Mentre la seva peça d'audició, Midori va actuar Bach tretze-minut-llarg Chaconne, generalment va considerar un del solo més difícil peces de violí. En el mateix any, va fer el seu debut de concert amb la Nova York Philharmonic sota Zubin Mehta, un director amb qui ella més tard rècord en el Sony etiqueta Clàssica. Dins 1986 va venir el seu legendary actuació de Leonard Bernstein Serenata a Tanglewood, va conduir per Bernstein. Durant l'actuació, va trencar el E corda en el seu violí, llavors un altre cop en el concertino Stradivarius després que el va manllevar. Va acabar l'actuació amb l'associar concertino Guadagnini i va rebre una ovació d'estar. El dia següent pàgina de front del The New York Times va portar el titular, "Noia, 14, Conquereix Tanglewood amb 3 Violins".
Quan Midori tenia 15 anys, va deixar Juilliard Pre-Universitari dins 1987 després quatre anys i esdevenia una dedicació plena violinista professional. L'octubre de 1989, va celebrar el seu 18è aniversari amb el seu Carnegie Sala debut orquestral, jugant Bartok Concert de Violí Cap. 2. Va fer el seu Carnegie Sala recital debut dins 1990 quatre dies abans del seu 19è aniversari. Ambdues actuacions eren critically va aclamar. Dins 1990, ella també graduat de l'escola dels Nens Professionals que va assistir a per temes acadèmics.
Dins 1992, va formar Midori i Amics, un no-organització de benefici que apunta per portar educació de música a nens dins Ciutat de Nova York i dins Japó després d'aprendre de sever cutbacks a educació de música dins escoles dels EUA. La seva Música d'organització que Comparteix va començar com la branca de Tòquio-oficina de Midori i Amics i va ser certificat com una organització independent dins 2002. La música que Comparteix focus damunt educació sobre música clàssica Occidental i música japonesa tradicional per persones joves, incloent instrucció d'instrument per l'impossibilitat. El seu Programa de Compromís de la Comunitat internacional és un programa de formació per internacionalment músics aspirants escollits que promou comunitat i canvi cultural compromís.
Dins 2000, Midori va graduar magna cum laude del Gallatin Escola a Universitat de Nova York amb un bachelor grau dins Psicologia i Estudis de Gènere, completant el grau dins cinc anys mentre també continuant actuar en concerts. Ella més tard guanyat el grau d'un mestre dins psicologia de NYU dins 2005. La tesi del seu mestre era aproximadament recerca de dolor. Dins 2001, Midori hi havia retornat a l'etapa i va agafar una posició d'ensenyament a l'Escola de Manhattan de Música. El 2001, amb els diners que Midori va rebre en guanyar el Premi Avery Fisher, va establir els Socis dins programa d'Actuació que enfoca en organitzacions de música clàssica en comunitats més petites. Dins 2004, Midori va llançar l'Orquestra Residencies programa en els EUA per orquestres de joventut, el qual va ser expandit per incloure col·laboracions amb orquestres a fora dels EUA dins 2010.
Dins 2004, Midori va ser anomenat un professor a Universitari de Califòrnia Del sud Thornton Escola de Música on és titular del Jascha Heifetz Cadira. Esdevingui una resident de dedicació plena de Los Angeles dins 2006 després d'un període de bicoastal commuting i va ser promogut a la cadira del Departament de Cordes dins 2007. Dins 2012 va ser anomenada professora assenyalada a USC, va elegir a l'Acadèmia americana d'Arts & Ciències, i va ser atorgat un honorary doctorat dins música per Yale Universitat. Midori Era Humanitas Visitant Professor en Música i Música Clàssica Educació a Universitat d'Oxford 2013–2014. Midori Unirà la facultat de violí de Curtis Institut de Filadèlfia en el 2018–2019 any acadèmic mentre quedant en la Universitat de Califòrnia Del sud Thornton Escola de la facultat de violí de la música com a Jutjar Widney Professor de Música.

## Premis
A més de ser Artista anomenat de l'Any pel govern japonès (1988) i el destinatari del 25è Suntory Premi de Música (1993), Midori ha guanyat l'Avery Fisher Premi (2001), l'instrumentista d'Amèrica Musical del premi d'Any (2002), el Deutscher Schallplattenpreis (2002, 2003), la Medalla d'Or de Centre de Kennedy en els Arts (2010), el Mellon Mentoring Premi (2012). Dins 2007 Midori va ser anomenat un Missatger de Nacions Unides de Pau. Dins 2012, va rebre el Premi de Cristall prestigiós pel Fòrum Econòmic Mundial en Davos per "devoció de 20 anys a feina de compromís de la comunitat a tot el món". Dins maig de 2021 sigui un honoree del 43è Kennedy Centre Honors.

## Vida personal
El setembre de 1994, Midori va cancel·lat de cop els seus concerts i es va retirar de la vista pública. Va ser hospitalitzada i se li va donar per primer cop el diagnòstic oficial d'anorèxia. Als seus vint anys, Midori va lluitar contra l'anorèxia i la depressió i va concatenar una sèrie d'estades a l'hospital. Més tard va escriure sobre aquestes dificultats personals en les seves memòries de 2004 Einfach Midori (Senzillament Midori), que ha estat publicat en alemany però no en anglès. (Va ser actualitzat i republicat en països de parla alemanya l'any 2012.) Després de recuperar-se, va seguir actuant i també va estudiar psicologia i estudis de gènere a la Universitat de Nova York. Durant una temps, va considerar dedicar-se a la psicologia com a carrera alternativa, centrant-se en el treball amb nens.
El germà mitjà de Midori Ryu i el seu padrastre Makoto Kaneshiro (un antic ajudant de violí del pare de Ryu, DeLay) són tots dos violinistes.

## Instrument
Midori toca el violí Guarneri "ex-Huberman" de 1734. Els seus arcs són fets per Dominique Peccatte (dos) i François Peccatte (un).

## Discografia
- Bach/Vivaldi: Double Violin Concertos (Philips Records, 1986) – amb Pinchas Zukerman (violí, director), Orquestra de Cambra de St. Paul. Concert per a dos violins i Concert per a violí en mi major de Bach; Concert n.º 8 en la menor per a dos violins i cordes, RV 522 de Vivaldi
- Paganini: 24 Caprices for Solo Violin, Op.1 (CBS Masterworks Records, 1989)
- Dvořák: Violin Concerto, Romance and Carnival Overture (Sony Classical, 1989) – amb l'Orquestra Filharmònica de Nova York, Zubin Mehta (director). Concert per Violí i Orquestra en La menor, Op. 53; Romanç en Fa menor per a violí i orquestra, Op. 11; and Carnival Overture, Op 92.
- Bartok - Violin Concertos No.1 & No.2 (Sony Classical, 1991) – amb l'Orquestra Filharmònica de Berlín, Zubin Mehta (director)
- Midori: Live At Carnegie Hall (Sony Classical, 1991) – amb Robert McDonald (piano)
- Encore! (Sony Classical, 1992) – amb Robert McDonald (piano)
- Sibelius: Violin Concerto / Bruch: Scottish Fantasy (Sony Classical, 1994) – amb l'Orquestra Filharmònica d'Israel, Zubin Mehta (director). Concert per a violí de Sibelius, i la Fantasia escoesa, Op. 46 de Bruch
- Tchaikovsky & Shostakovich: Violin Concertos (Sony Classical, 1994) – amb l'Orquestra Filharmònica de Berlín, Claudio Abbado (director); Concert per a violí de Txaikovski i el Concert per a violí núm. 1 de Xostakóvitx
- Franck: Elgar: Violin Sonata in E minor, Op. 82, Violin Sonata in A Major (Sony Classical, 1997) – amb Robert McDonald (piano)
- Mozart: Sinfonia Concertante in E-Flat Major & Concerto in D Major (Sony Classical, 2001) – amb Nobuko Imai (viola), Christoph Eschenbach (director i piano), NDR Symphony Orchestra
- Debussy, Poulenc & Saint-Saëns: Violin Sonatas (Sony Classical, 2002) – amb Robert McDonald (piano). Sonata per a Violí i Piano de Poulenc, Sonata en Sol Menor per a Violí i Piano Debussy, i la Sonata No.1 en Re menor per a Violí i Piano, Op. 75 de Saint-Saëns
- Midori – 20th Anniversary Album (Sony Classical, 2002) – amb Leonard Slatkin (director), Saint Louis Symphony Orchestra, Robert McDonald (piano)
- Mendelssohn & Bruch Violin Concertos (Sony Classical, 2002) – amb l'Orquestra Filharmònica de Berlín, Mariss Jansons (director). Concert per a violí de Mendelssohn i Concert per a violí núm. 1 de Bruch
- Bach Sonata No. 2 in A minor, Bartók: Sonata No. 1 (Sony Classical, 2008) – amb Robert McDonald (piano)
- The Essential Midori (Sony Classical, 2008)
- Violin Sonatas of Bloch, Janáček and Shostakovich (Sony Classical, 2013) – amb Ozgür Aydin (piano)
- Hindemith: Violin Concerto; Symphonic Metamorphosis; Konzertmusik (Ondine, 2013) – amb NDR Symphony Orchestra, Christoph Eschenbach (director)
- Bach: Sonatas & Partitas for Solo Violin (Onyx Classics, 2015)